# 張君然
张君然（1917年—2003年） ，原中華民國海軍司令部海事处上尉参谋，代表中華民國收复西沙群島。

## 收复南海诸岛历程
- 1945年10月25日中華民國接收台灣，中華民國交通部中央氣象局派员于12月8日-1946年1月20日乘机帆船"成田"号从高雄出发，巡视南海诸岛。指出政府部门必须尽快派员接收南海诸岛。

- 1946年11月6日，张君然随姚汝钰率永兴舰、中建艦（英语：USS LST-716）两舰从虎门起航。24日抵达永兴岛，29日为收复西沙群岛纪念碑揭幕。[2]
- “海军收复西沙群岛记事碑”，叙述收复和经营经过，列有参与人员的题名录。全碑为铝合金铸成，水泥底座，后被越南军队损坏。
- 同时竖立“海军收复西沙群岛纪念碑”系水泥所制，正面刻“卫我南疆”，背面刻“海军收复西沙群岛纪念碑”及“中华民国三十五年十一月二十四日立”，该碑至今仍然屹立。[3]

## 后期经历
- 1950年，张君然在香港投共，加入中國人民解放軍海軍，退休后担任上海市长宁区政协委员。
- 1986年11月24日张君然重返永兴岛参与收复西沙、南沙40周年纪念大会。
- 2003年，張在上海去世。

## 外部連結
海軍收復西沙群島紀念碑照片 （页面存档备份，存于）